# Crinum hildebrandtii
Crinum hildebrandtii är en amaryllisväxtart som beskrevs av Wilhelm Vatke. Crinum hildebrandtii ingår i släktet Crinum, och familjen amaryllisväxter. Inga underarter finns listade i Catalogue of Life.